# 美浜パーキングエリア
美浜パーキングエリア（みはまパーキングエリア）は、愛知県知多郡美浜町にある南知多道路のパーキングエリアである。
南知多道路最後の休憩所で、下り線にのみ設置されている。

## 道路
- 南知多道路

## 施設
- 駐車場
  - 大型12台
  - 小型78台
  - 車椅子用2台
- トイレ
  - 男性 大3・小10
  - 女性 13
  - 車椅子用 1
- 自動販売機
- ドッグラン

## 隣
南知多道路
武豊IC/（PA） - 美浜PA - 美浜IC